# 缺齿小石藓
缺齿小石藓（学名：Weissia edentula）为丛藓科小石藓属下的一个种。

## 扩展阅读
- 維基物種上的相關：缺齿小石藓